# Klinterejo
Klinterejo is een bestuurslaag in het regentschap Mojokerto van de provincie Oost-Java, Indonesië. Klinterejo telt 2599 inwoners (volkstelling 2010).